# Henri Henneguelle
Henri Henneguelle, né le 11 juin 1908 à Fruges (Pas-de-Calais) et mort le 27 décembre 1983 à Saint-Léonard (Pas-de-Calais), est un résistant et  homme politique socialiste français.

## Biographie
Instituteur à partir de 1929, il adhère et milite au Syndicat national des instituteurs (SNI, affilié à la CGT) pendant toute sa carrière.
Membre des jeunesses socialistes en 1928, adhérent à la Section française de l'Internationale ouvrière (SFIO) l'année suivante, il est en 1934 secrétaire de la section socialiste de Boulogne. Plusieurs fois candidat à des élections locales ou aux législatives, il n'est cependant pas élu.
Mobilisé comme officier en 1939, sa participation aux combats de la Deuxième Guerre mondiale lui vaut la croix de guerre lorsqu'il est rendu à la vie civile, en juin 1940.
Très rapidement, il s'engage dans la résistance et entre en clandestinité. Membre du Comité d'action socialiste, responsable du mouvement Libération-Nord dans le Pas-de-Calais, il est arrêté en 1943, mais parvient à s'évader. Il est alors condamné à mort par contumace et recherché par les Allemands.
Devenu responsable militaire du mouvement de résistance pour la région nord, il finit la guerre avec le grade de lieutenant-colonel des FFI et la médaille de la résistance.
Désigné maire de Boulogne-sur-mer à la Libération, il fonde aussi le journal Nord-Soir qui paraît à Lille.
En 1945, il est élu coup sur coup maire de  Boulogne-sur-mer, conseiller général du Pas-de-Calais, puis député. Il entame alors une carrière parlementaire continue pendant toute la Quatrième République.
Battu aux élections municipales de 1947, il ne se représente pas aux cantonales de 1949 pour se consacrer à son mandat parlementaire et à la reconquête de la mairie. Il emporte d'ailleurs l'élection municipale de 1953, et conserve son mandat de maire jusqu'en 1977.
Sa popularité et son enracinement électoral lui permettent de tenir tête à Guy Mollet dans sa propre fédération. Contestant l'anti-communisme de la direction du parti, il est aussi opposé à la CED, puis vote contre le retour de Charles de Gaulle en 1958.
Proche des minoritaires socialistes, il ne donne cependant pas suite aux propositions d'Édouard Depreux de le suivre dans la constitution du PSA, qui se fondra ensuite dans le PSU. Il reste ainsi fidèle à la SFIO, puis au Parti socialiste après le congrès d'Épinay.
Battu aux législatives de 1958, il revient au conseil général en 1951 et en devient le vice-président.
Devenu sénateur en remplacement de Bernard Chochoy, il quitte progressivement la vie politique à l'échéance de ce mandat, en 1974.
En 1977, il cède ainsi la tête de liste socialiste à Guy Lengagne, qui est élu, puis ne se représente pas aux cantonales de 1979.

## Détail des fonctions et des mandats
Mandat parlementaire
- 3 avril 1967 - 1er octobre 1974 : Sénateur du Pas-de-Calais